# Ушаолин
Ушаолин (кит. трад. 烏鞘嶺特長隧道, упр. 乌鞘岭特长隧道, пиньинь Wūshāolǐng Tècháng Suìdào) — железнодорожный тоннель в провинции Ганьсу на северо-западе Китая, был наиболее протяжённым (21,05 км) в стране до конца 2007 года. Расположен на Ланьчжоу-Синьцзянской железной дороге, пересекающей горы Ушаолин. После ввода в эксплуатацию тоннеля дорога между Ланьчжоу и Урумчи сократилась на 30,4 км и стала полностью двухпутной.
Тоннель представляет собой две параллельные нитки, проложенные на расстоянии 40 м друг от друга. Портал со стороны Ланьчжоу лежит на высоте 2663 м, противоположный портал — на высоте 2447 м. При строительстве тоннеля был использован ново-австрийский метод проходки тоннелей, оборудование тоннеля позволяет пропускать составы со скоростью до 160 км/ч. Восточная нитка тоннеля Ушаолин была запущена в эксплуатацию в марте 2006 года, западная — в августе 2006 года. Общая стоимость строительства составила 7,8 млрд юаней.